# HD 111456
HD 111456，又名BD+61 1320，SAO 15907、HR 4867，是一颗恒星，视星等为5.85，位于銀經123.56，銀緯56.81，其B1900.0坐标为赤經12h 44m 18.3s，赤緯+60° 56.81′ 55″。